# Meta menardi
Meta menardi Latreille, 1804 è un ragno appartenente alla famiglia Tetragnathidae.

## Distribuzione
La specie è stata rinvenuta in diverse località della regione compresa fra l'Europa e la Corea.

## Tassonomia
È la specie tipo del genere Meta C. L. Koch, 1836.
Non sono stati esaminati esemplari di questa specie dal 2011.
Attualmente, a dicembre 2013, non sono note sottospecie.